# Thibaut Pinot
Pour les articles homonymes, voir Pinot.
Pour les articles ayant des titres homophones, voir Pineau et Pinault.
Thibaut Pinot, né le 29 mai 1990 à Lure (Haute-Saône), est un coureur cycliste français, professionnel de 2010 à 2023, ayant effectué toute sa carrière au sein de l'équipe Groupama-FDJ. Il se révèle lors du Tour de France 2012, où il gagne une étape en solitaire et termine dixième du classement général en étant le plus jeune coureur de l'épreuve. Il confirme lors du Tour 2014, où il termine troisième et meilleur jeune de la course.
Champion de France du contre-la-montre en 2016, vainqueur du Tour de Lombardie en 2018, il fait également partie des coureurs qui ont remporté des étapes sur les trois grands tours.

## Carrière cycliste

### Jeunesse et carrière amateur
Thibaut Pinot commence le vélo à huit ans, poussé par son père qui court au niveau régional. Son frère aîné pratique également le cyclisme. Lors de sa première année junior, il remporte le classement général du Tour de Guadeloupe juniors (5 étapes), celui de la Drôme Provençale (épreuve national junior, 2 étapes), ainsi qu'une étape du Challenge de l'est junior. Il termine également cinquième du classement général du Challenge national junior.
Lors de sa seconde année chez les juniors, il remporte sous le maillot de l'AC Bisontine neuf victoires dont le classement général de la Ronde de la Haute-Saône (et une étape), le Tour d'Ardèche juniors (épreuve national junior) avec deux succès d'étapes, ainsi que la Savoyarde juniors avec l'équipe de France. Il prend également de nombreux accessits, tels que la troisième place du Challenge national junior, une quatrième place au classement général de la Course de la Paix juniors, ainsi qu'une quatorzième place aux championnats d'Europe (course en ligne) et une 33e place aux championnats du monde (course en ligne), deux courses où il participe aux succès de Johan Le Bon. Il change de club à son arrivée chez les espoirs. Il rejoint ainsi le CC Étupes, club DN1, avec l'ambition de passer professionnel.
En 2009, Thibaut Pinot remporte notamment le classement général du Tour de Mareuil-Verteillac-Ribérac (Challenge national espoirs), le Critérium du Printemps, la troisième étape du Tour des Pays de Savoie (2.2), le Grand Prix de Delle et décroche de nombreuses places d'honneurs dont une dixième place aux championnats de France amateurs. Grâce à sa régularité, il ne tarde pas à intégrer l'équipe de France espoirs avec laquelle il participe au Tour du Frioul-Vénétie Julienne (2.2) ainsi qu'au Tour de l'Ain, sa première épreuve chez les professionnels. Fin août 2009, il remporte le classement général du Tour de la Vallée d'Aoste avec l'équipe de France et devient le plus jeune vainqueur de l'épreuve. Il remporte également le classement par points de cette épreuve. Il rejoint alors au palmarès Yaroslav Popovych et Gilberto Simoni.

### Débuts professionnels à La Française des Jeux (2010)

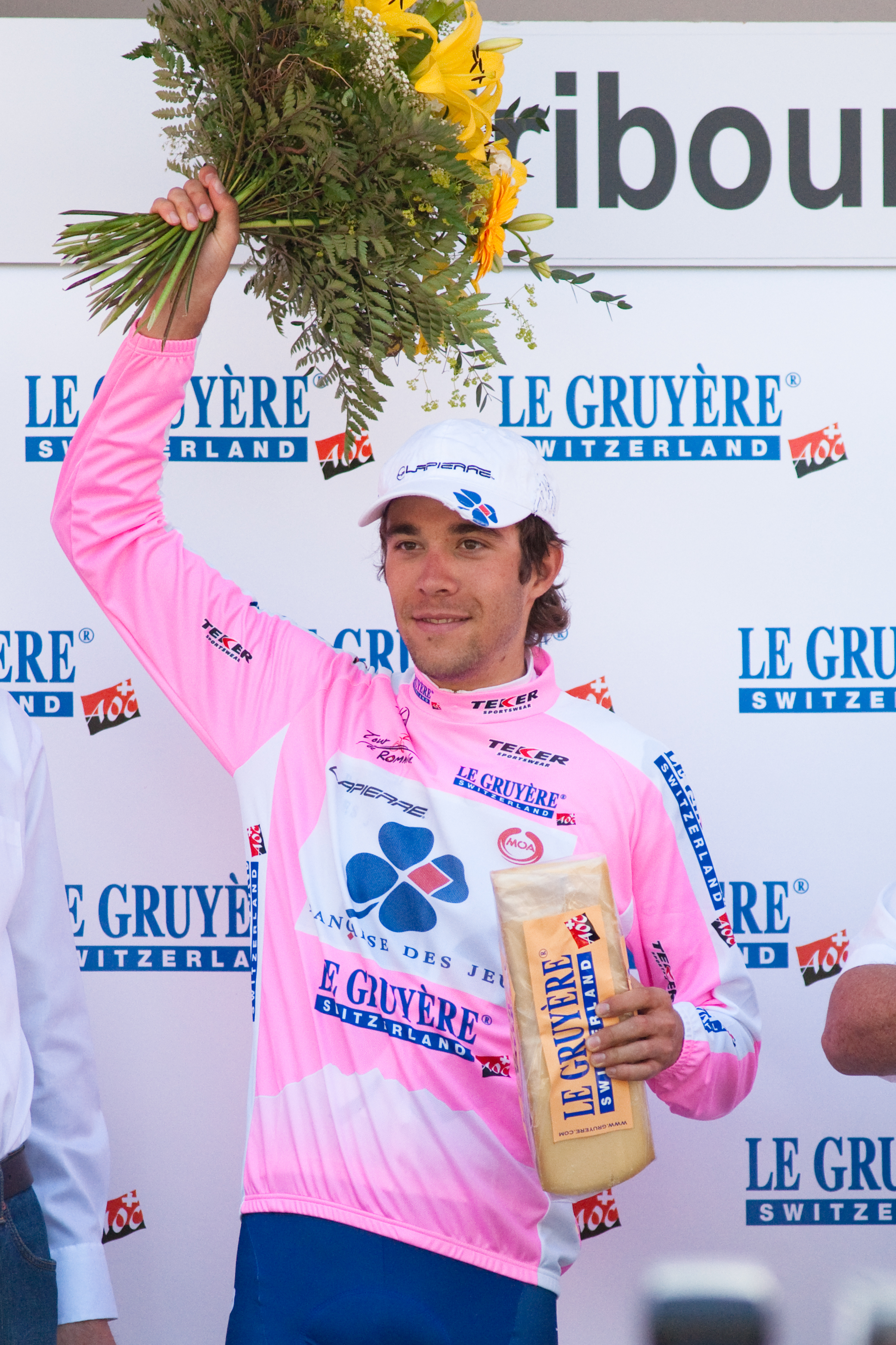
Thibaut Pinot lors du Tour de Romandie 2010.

Il passe professionnel en 2010 en rejoignant La Française des jeux. Son premier résultat significatif est une cinquième place au Tour du Finistère. Quinze jours plus tard, il termine meilleur grimpeur du Tour de Romandie. Au mois de juin, il réalise son premier podium lors de la 5e étape du Critérium du Dauphiné, épreuve qu'il finit à la vingtième place. Il prend par la suite la cinquième place du Tour de l'Ain en août juste après avoir remporté le classement du meilleur grimpeur du Paris-Corrèze.

### Premières victoires (2011)
En avril 2011, Thibaut Pinot termine troisième du classement général final du Tour de Turquie. La performance est saluée par les observateurs, le coureur français n'a alors que vingt ans et il s'agit là de son premier podium sur une épreuve importante d'une semaine. Deux semaines plus tard, il obtient la deuxième place du Rhône-Alpes Isère Tour où il gagne les classements de meilleur grimpeur et de meilleur jeune. Dans sa préparation pour le Critérium du Dauphiné, il termine septième et meilleur jeune fin mai du Tour de Bavière. Il termine deuxième de la 7e étape du Critérium du Dauphiné au col La Toussuire derrière Joaquim Rodríguez. Il a cependant perdu toute chance de bien figurer au classement général en perdant plus de quatre minutes dans une bordure en début d'épreuve, mais terminant bien la semaine, il finit seizième du général. À la fin du mois de juillet, il remporte le Tour Alsace en gagnant en solitaire l'étape reine de l'épreuve dont l'arrivée était placée au col du Ballon d'Alsace. Le mois suivant, il remporte la deuxième étape du Tour de l'Ain, ce qui lui permet de prendre la tête du classement général. Le lendemain, il débourse près de six minutes sur le vainqueur d'étape, Wout Poels, perdant toute chance de bien figurer au classement final. Dans l'étape reine, celle du Grand Colombier, il s'impose devant David Moncoutié, le vainqueur final du Tour de l'Ain. La semaine suivante, il poursuit sur sa lancée en terminant troisième de la semi-classique italienne des Trois vallées varésines, derrière Domenico Pozzovivo et le vainqueur Davide Rebellin, réalisant ainsi son premier podium sur une course d'un jour classée HC. Il remporte par la suite la première étape de la Semaine lombarde en solitaire au passo della Presolana, et prend la tête au classement général qu'il conserve jusqu'au bout. Il devient le plus jeune vainqueur de l'épreuve depuis 1991 et le succès de Lance Armstrong, qui n'avait alors que 21 ans lui aussi.

### Victoire d'étape sur le Tour (2012)

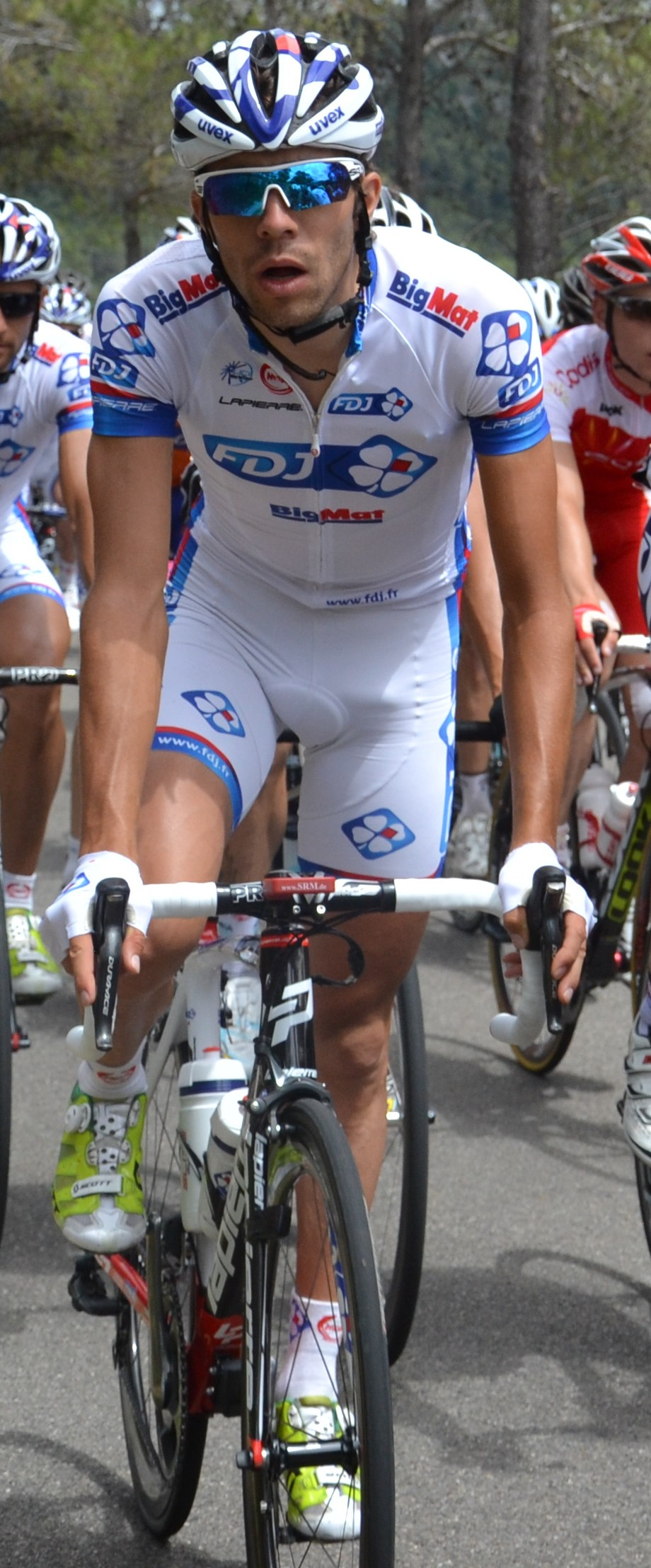
Thibaut Pinot lors du Tour de France 2012.

En 2012, l'équipe FDJ devient FDJ-BigMat et retrouve le statut de ProTeam perdu en 2011, ce qui lui permet de participer à toutes les compétitions du calendrier de l'UCI World Tour. Thibaut Pinot a comme objectifs pour cette saison de bien figurer sur Tirreno-Adriatico, le Tour de Catalogne et le Tour de Romandie. Il doit également participer à son premier grand tour.
Seizième du Tour méditerranéen et onzième du Tour du Haut-Var en début de saison, les mois qui suivent ne sont pas à la hauteur de ses ambitions. Il est 50e de Tirreno-Adriatico puis ne termine pas les Tours de Catalogne et du Pays basque. À la fin du mois d'avril, il prend la onzième place du Tour de Romandie, après s'être classé huitième du contre-la-montre en côte de Crans-Montana. En juin, il réalise un bon Tour de Suisse. Il est cinquième d'étape à Verbier et sixième à Arosa. Ses performances lors de cette course font dire à son entraîneur Frédéric Grappe qu'il y « a montré qu’il est parmi les cinq meilleurs grimpeurs du monde ». Dixième du classement général à la veille de l'arrivée, il abandonne cependant lors de la dernière étape.
En juillet, il prend le départ de son premier Tour de France, afin de « découvrir cette course et prendre de l’expérience » à la suite du forfait sur blessure du leader prévu de FDJ-BigMat, Arnold Jeannesson. Plus jeune participant de ce Tour de France, il en remporte la huitième étape entre Belfort et Porrentruy. Quatre jours après sa victoire jurassienne, Pinot règle le sprint des favoris au cours de l'étape de La Toussuire derrière son compatriote Pierre Rolland, rescapé de l'échappée matinale. Il bat le record de l'ascension détenu jusqu'alors par l'espagnol Carlos Sastre lors de l'édition 2006. À l'occasion de la 17e étape, Pinot parvient à suivre le maillot jaune Bradley Wiggins et son coéquipier Christopher Froome et termine quatrième de l'étape à 22 secondes du vainqueur du jour, Alejandro Valverde. Lors de la 19e étape Pinot réussit à conserver sa 10e place au classement général malgré la pression d'Andreas Klöden. Il devient alors à Paris le plus jeune coureur à terminer parmi les dix premiers depuis Raymond Impanis en 1947.
Pinot poursuit ensuite sa saison en gagnant la 5e étape du Tour de l'Ain sans pouvoir lutter pour les premières places du classement général de la course. Il conclut sa saison par un abandon lors du Tour de Lombardie.

### Confirmation difficile (2013)
Thibaut Pinot commence sa saison au Grand Prix d'ouverture La Marseillaise. En mars, il participe à sa première course World Tour de la saison à l'occasion du Tour de Catalogne. Durant cette course, Pinot se fait peur en voyant son coéquipier Arnold Jeannesson chuter en descente devant lui. Il ne tombe pas et finit ensuite huitième de cette course. Il est ensuite 40e du Tour du Pays basque. À la fin du mois d'avril, Pinot commence le Tour de Romandie par une sixième place au prologue. Cinquième du classement général à la veille de l'arrivée, il rétrograde à la douzième place à l'issue du contre-la-montre final.
Un mois plus tard, en préparation du Tour de France, il est quatorzième du Tour de Bavière. Engagé au Tour de Suisse, il est troisième de la première étape de montagne, prenant ainsi la cinquième place du classement général. Pinot prend la quatrième place au classement général à la suite de l'abandon de Giovanni Visconti lors de la cinquième étape. Il est ensuite quatrième de la dernière étape de montagne où il ne peut suivre dans la descente finale Rui Costa, Bauke Mollema et Tejay van Garderen qui lui prennent neuf secondes à cette occasion,. Pinot conclut ce Tour de Suisse à la quatrième place du classement général à l'issue du contre-la-montre.
Lors du Tour de France, après un début de course en Corse où Pinot est dans le même temps que le leader, il perd 42 secondes à la suite de la quinzième place de FDJ.fr au contre-la-montre par équipes de Nice remporté par Orica-GreenEDGE. Lors de la première étape de montagne pyrénéenne, Thibaut Pinot, crispé, est distancé dans la descente du col de Pailhères. Énervé, il enlève son oreillette dont le fil se mêle dans la roue avant, nécessitant une intervention du mécanicien de l'équipe. Pinot concède finalement six minutes sur Christopher Froome à l'arrivée en haut d'Ax 3 Domaines,. Le lendemain, atteint mentalement, il est à nouveau distancé et termine dans un gruppetto à 25 minutes, perdant toute chance au classement général. Au moment d'atteindre la première journée de repos, Pinot est 47e à plus de 31 minutes de Froome. Loin au général dans la semaine et victime d'une angine, Pinot décide de se retirer de la course au lendemain de la deuxième journée de repos.
De retour à la compétition au Tour de l'Ain dont il se classe sixième, Pinot participe fin août au Tour d'Espagne où il prend la septième place finale. Sélectionné ensuite pour la course en ligne des championnats du monde de Florence, une première pour lui à ce niveau, Pinot termine 50e.

### Podium sur le Tour de France (2014)

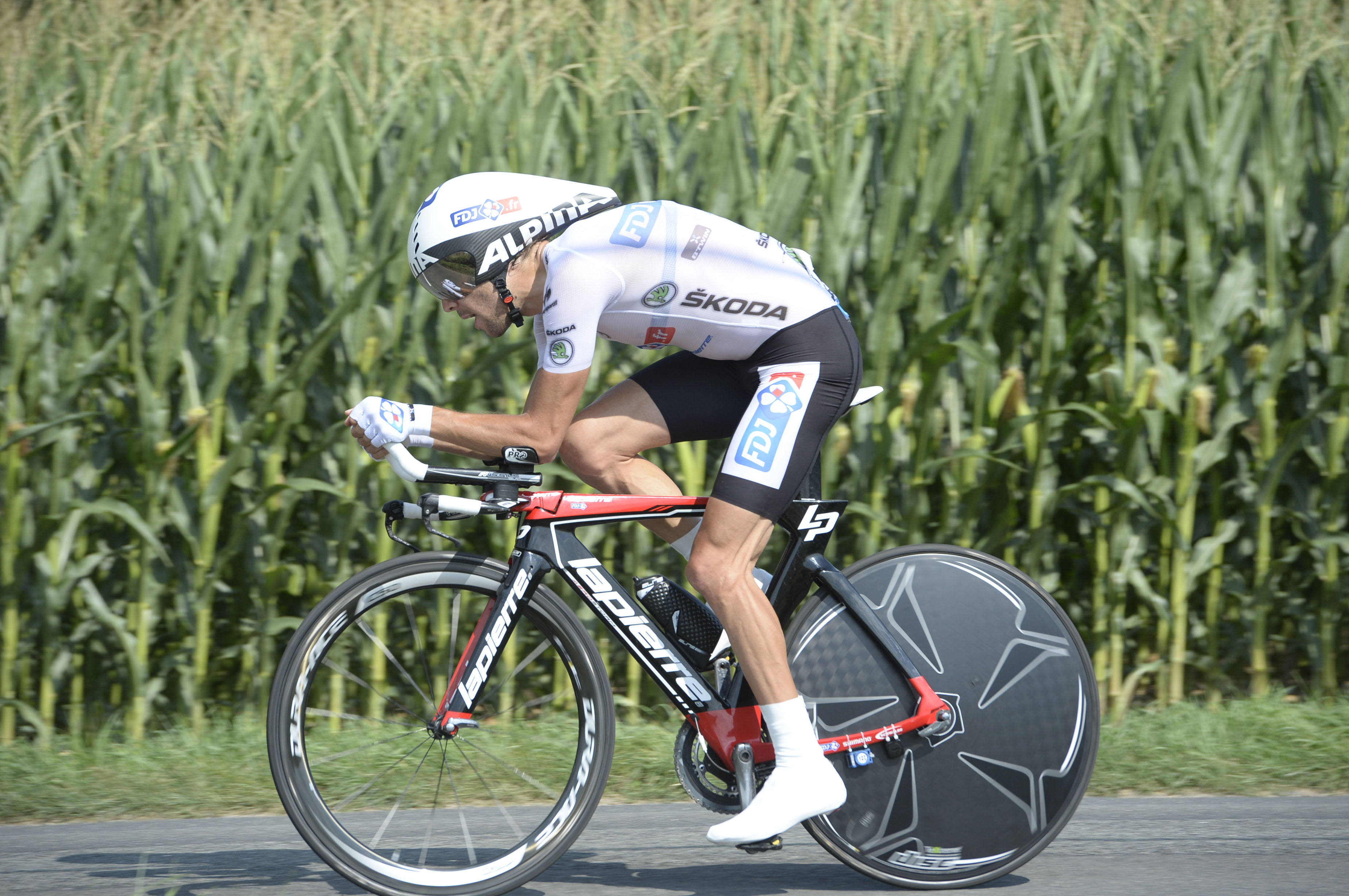
Thibaut Pinot lors du Tour de France 2014.

Thibaut Pinot connaît un début de saison 2014 difficile, devant renoncer au Tour d'Oman à cause d'une angine puis abandonner Tirreno-Adriatico en raison d'une tendinite. Au printemps, il est treizième du Tour de Catalogne, neuvième du Tour du Pays basque, dixième du Tour de Romandie, cinquième du Tour de Bavière, quinzième du Tour de Suisse.
En juillet, il arrive en seconde position de la dixième étape du Tour de France 2014 à la Planche des Belles Filles, à quelques kilomètres de son village natal. Il est à nouveau deuxième à Hautacam, derrière Vincenzo Nibali, et termine troisième au classement général et meilleur jeune de ce Tour, remporté par Nibali. Il confirme tout son potentiel en montagne, ainsi que ses progrès en descente et surtout en contre-la-montre où il réalise le 12e temps.
Pinot, qui prolonge son contrat avec FDJ.fr jusqu'en fin d'année 2016, participe ensuite au Tour d'Espagne non pas dans l'objectif d'obtenir un résultat au classement général mais pour remporter une victoire d'étape, chose qui lui manque depuis le Tour de l'Ain 2012,. Fiévreux dans les jours précédant le départ de la Vuelta, Pinot est en plus affecté par les fortes chaleurs régnant les premiers jours. La quatrième étape, au terme de laquelle Pinot se situe à plus de 24 minutes au classement général, est ainsi pour Pinot le pire jour de sa carrière cycliste. N'arrivant pas à récupérer, il abandonne durant la onzième étape.
De retour au Tour du Doubs, il en est quatrième. Il finit neuvième du Grand Prix de Wallonie et quatrième du Tour du Gévaudan.

### Plusieurs victoires, échec au classement général du Tour de France (2015)

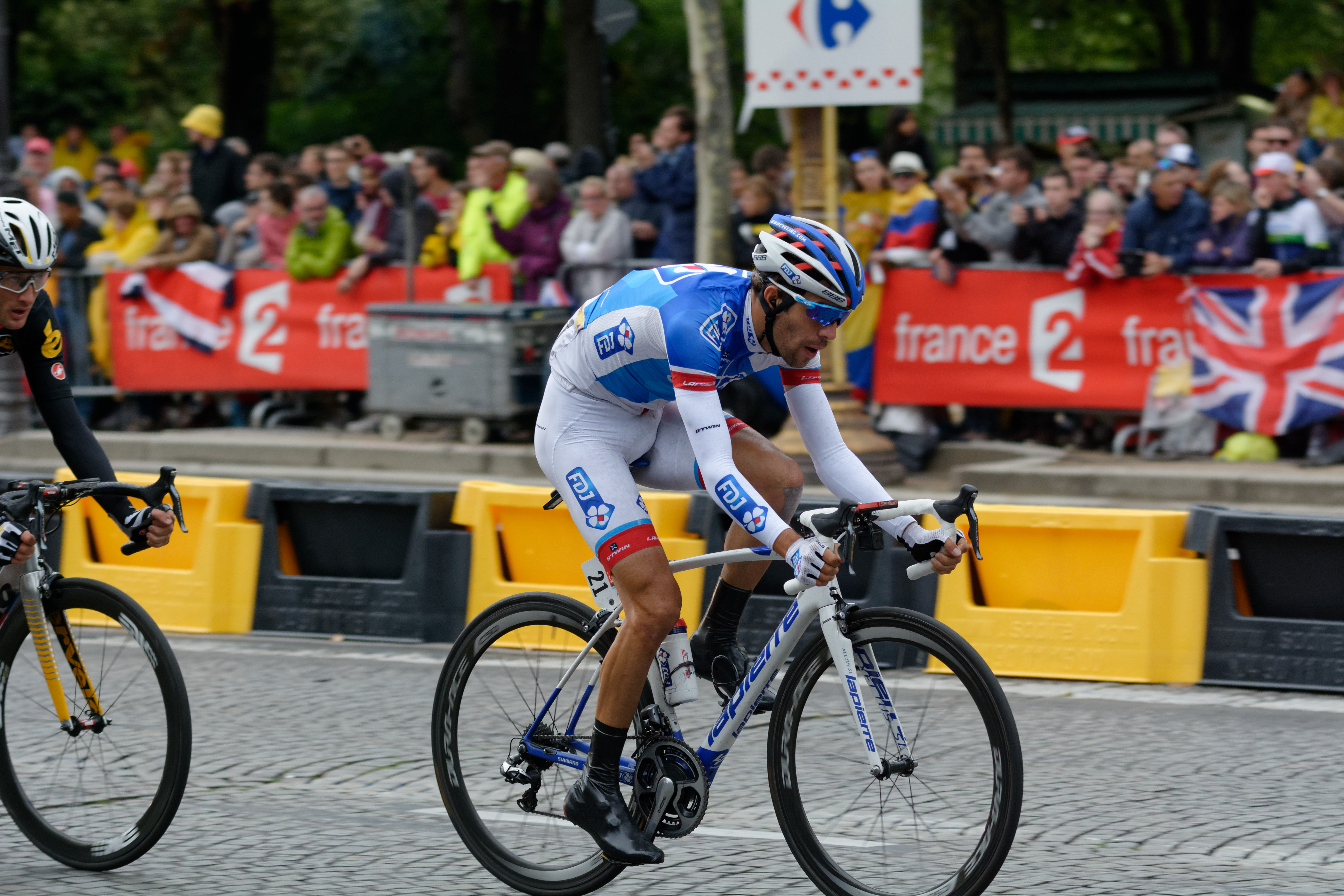
Thibaut Pinot lors du Tour de France 2015.

Lors de l'intersaison, Thibaut Pinot ne pratique pas le cyclisme durant six semaines. Pour Pinot, l'hiver lui a également servi à essayer un vélo spécifique pour les épreuves disputées en montagne. Concernant son entraînement, il choisit pour cette saison de cibler les changements de rythme en montée ainsi que le contre-la-montre, individuel et par équipes. Dans l'optique de l'aider en montagne et sur sa demande, Steve Morabito est recruté par FDJ. Il déclare en février avoir trois objectifs principaux pour la saison : Tirreno-Adriatico, le Tour de Romandie et le Tour de France.
Le 2 mai 2015, il remporte l'étape de montagne entre Fribourg et Champex-Lac sur le Tour de Romandie. Il finit au quatrième rang de l'épreuve.
Thibaut Pinot se distingue au mois de juin sur le Tour de Suisse en remportant la seule étape de haute-montagne à Sölden, à la suite d'une attaque à deux kilomètres de l'arrivée. Il endosse alors le maillot de leader de la course, qu'il perd finalement lors de l'ultime contre-la-montre au profit de Simon Špilak.
Sur le Tour de France, Thibaut Pinot perd rapidement ses ambitions au classement général. Malgré un bon premier contre-la-montre, il perd en effet beaucoup de temps dans la première partie du Tour : il est victime d'une crevaison et d'un déraillement sur les pavés de la quatrième étape, il termine à plus de six minutes de Christopher Froome à La Pierre Saint-Martin et est très mal dans le col du Tourmalet sur l'étape suivante. Ce n'est qu'à l'arrivée suivante au plateau de Beille qu'il paraît enfin à son niveau, terminant parmi les favoris. Il tente par la suite plusieurs échappées. Les deux premières se révèlent infructueuses : à Mende, il parvient à rattraper Romain Bardet, ayant attaqué, sur la fin de la côte de la Croix-Neuve. Mais les deux coureurs ne s'entendent pas pour rouler et Steve Cummings revient dans le faux-plat descendant du dernier kilomètre pour l'emporter; dans la descente du col d'Allos dans la dix-septième étape, une chute l'empêche de revenir sur Simon Geschke. Mais ce n'est que partie remise : lors de l'avant-dernière étape le 25 juillet 2015, à l'Alpe d'Huez, il revient sur son équipier Alexandre Geniez qui lui sert de point d'appui après sa longue échappée, puis lâche Ryder Hesjedal et résiste au retour de Nairo Quintana pour l'emporter dans la station. Pinot termine ce Tour de France en seizième position.Il est ensuite sélectionné par Bernard Bourreau dans l'équipe de France avec Romain Bardet, Warren Barguil, Alexis Vuillermoz et Tony Gallopin, afin de participer au Aquece Rio-International Road Cycling Challenge, course pré-Jeux olympiques de Rio. Il s'y classe sixième, à 24 secondes du vainqueur Alexis Vuillermoz. De retour à la compétition le 13 septembre lors du Tour du Doubs, il est ensuite sixième du Grand Prix de Wallonie en préparation du Tour de Lombardie qui est son objectif de fin d'année,. À la fin du mois il gagne le Tour du Gévaudan Languedoc-Roussillon devant Thomas Voeckler. Pinot aborde le Tour de Lombardie avec une quatrième place lors de Milan-Turin. Sur ce Tour de Lombardie, dernière course de sa saison, la course se décante lors du passage au Civiglio. Vincenzo Nibali attaque à plusieurs reprises dans la montée, attaques auxquelles Pinot et plusieurs autres coureurs répondent, puis s'échappe en solitaire dans la descente et s'impose à Côme. Pinot termine troisième à l'arrivée et obtient le premier podium d'un Français sur cette course depuis 1997 et la victoire de Laurent Jalabert. Cette troisième place, couplée à sa régularité de résultats sur les courses du World Tour, l'amène à être dixième du classement UCI de fin d'année. Son dirigeant Marc Madiot considère que cette saison, son coureur a « franchi des paliers », notamment sur le plan mental.

### Début de saison réussi, abandon au Tour de France (2016)

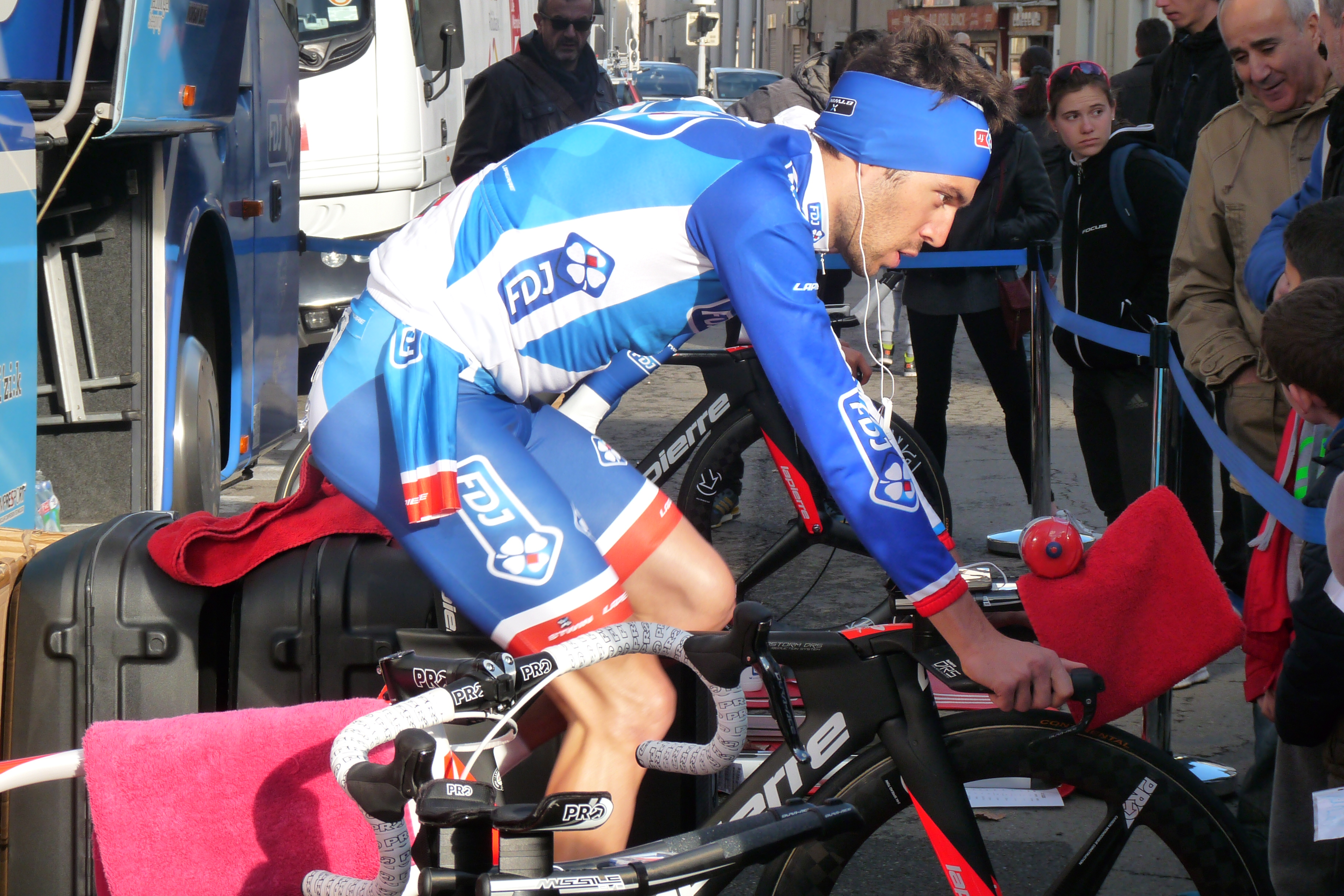
Thibaut Pinot à l'échauffement à l'Étoile de Bessèges 2016.

Durant l'intersaison, Thibaut Pinot ne pratique pas le cyclisme durant plusieurs semaines mais s'entretient via le football ou le ski de fond. Il aborde 2016 en visant principalement le Tour de France, les Jeux olympiques, que ce soit la course en ligne et le contre-la-montre ainsi que le titre de champion de France du contre-la-montre. Un an après l'arrivée de Steve Morabito, Sébastien Reichenbach est recruté pour l'aider dans la montagne. Il reprend la compétition au Grand Prix d'ouverture La Marseillaise dont il se classe deuxième, battu au sprint par Dries Devenyns. Il est ensuite troisième de l'Étoile de Bessèges, notamment grâce à sa deuxième place dans le contre-la-montre où il n'est battu que par le champion de France Jérôme Coppel. Lors de Tirreno-Adriatico, que Pinot qualifie de « premier objectif de la saison », le Français est cinquième du classement général de cette épreuve marquée par l'annulation de son étape la plus favorable aux grimpeurs. Une semaine plus tard, lors du Critérium international, il gagne le premier jour le contre-la-montre, une première sur ce type d'épreuve dans sa carrière professionnelle, qui lui permet de prendre la tête de l'épreuve. Il gagne le lendemain l'étape de moyenne montagne arrivant au col de l'Ospedale et donc le classement général de cette course à étapes. Quatrième deux semaines plus tard du Tour du Pays basque, il remporte à la fin du mois d'avril la troisième étape du Tour de Romandie, un contre-la-montre, devant le Néerlandais Tom Dumoulin et le Luxembourgeois Bob Jungels. Cette victoire lui permet de passer deuxième du classement général derrière Nairo Quintana. Les dernières étapes ne permettent pas de modifier l'ordre du classement général et Pinot termine donc deuxième de la course derrière Quintana.
Distancé au classement général sur le Critérium du Dauphiné, Pinot s'illustre tout de même en remportant la sixième étape, à Méribel. Il remplit un de ses principaux objectifs en remportant le championnat de France du contre-la-montre à Vesoul (Haute-Saône), près de sa ville natale, le 23 juin. La semaine suivante, l'extension de son contrat avec l'équipe FDJ jusqu'en fin d'année 2018 est annoncée.
Sur le Tour de France, il perd toute chance de figurer au classement général à la fin de la première semaine et le passage des Pyrénées. Il se consacre alors notamment au classement du meilleur grimpeur. Il est non-partant à la treizième étape pour cause d'une bronchite.
Pinot, ainsi que Romain Bardet, Warren Barguil et Julian Alaphilippe constituent la sélection française initiale pour la course en ligne des Jeux olympiques. Il est également retenu pour le contre-la-montre.
Il déclare forfait le 16 juillet 2016, souffrant d'une infection virale marquée et est remplacé par Alexis Vuillermoz. N'ayant pas recouru en compétition ensuite, il déclare le 1er septembre arrêter sa saison. En fin d'année, il est classé 17e du classement World Tour et 25e du Classement mondial UCI.

### Première participation au Tour d'Italie (2017)
Thibaut Pinot annonce durant l'hiver que pour la première fois de sa carrière, il participe au Giro. Il commence sa saison comme la précédente au Grand Prix d'Ouverture la Marseillaise, où il aide précieusement son coéquipier Arthur Vichot à s'imposer. Quelques jours plus tard, sur le Tour de la Communauté valencienne, il n'est pas dans le coup pour jouer un rôle dans la course. Le 16 février, il s'impose devant Alberto Contador lors de la 2e étape du Tour d'Andalousie 2017. Inscrit sur le Giro, il est le dernier à résister à Nairo Quintana lors de l'arrivée au Blockhaus et devient un candidat sérieux au podium. Il se montre offensif lors des ultimes kilomètres des dernières étapes de montagne, ce qui lui permet d'être jusqu'au dernier contre-la-montre un vainqueur potentiel de la course tant l'écart entre Tom Dumoulin, Nairo Quintana, Vincenzo Nibali et lui-même est faible. À Ortisei lors de la 18e étape, il profite du marquage entre Quintana, Nibali et le maillot rose Tom Dumoulin pour prendre du temps sur les autres favoris en compagnie de Domenico Pozzovivo. Il remporte de plus la 20e étape à Asiago au sprint devant les autres favoris, ce qui lui permet d'être troisième à la veille de l'arrivée, compte tenu des bonifications et des secondes perdues par Tom Dumoulin. Mais lors du dernier contre-la-montre, il est battu par Tom Dumoulin et Vincenzo Nibali et doit se contenter de la 4e place à 1 min 17 s du vainqueur Tom Dumoulin.
Lors du Tour de France, pour lequel il espère, malgré une participation éprouvante au Giro, remporter une étape ou le maillot de la montagne, il n'est jamais vraiment dans le coup, malgré une échappée lors de la 15e étape du Puy-en-Velay remportée par Bauke Mollema, et finit par abandonner lors de la 17e étape.
Il reprend la compétition sur la Clasica San Sebastian où il termine dans le deuxième groupe, à 38 secondes du vainqueur Michal Kwiatkowski. Sur le Tour de l'Ain, il offre la victoire à son jeune coéquipier David Gaudu lors de l'étape reine menant à Oyonnax et s'impose le lendemain au classement général, marquant ainsi son premier succès de la saison dans une course à étapes. En octobre, il se classe cinquième du Tour de Lombardie après s'être fait distancer en descente par Vincenzo Nibali, alors qu'il joue la victoire.

### Deux étapes sur la Vuelta et vainqueur du Tour de Lombardie (2018)

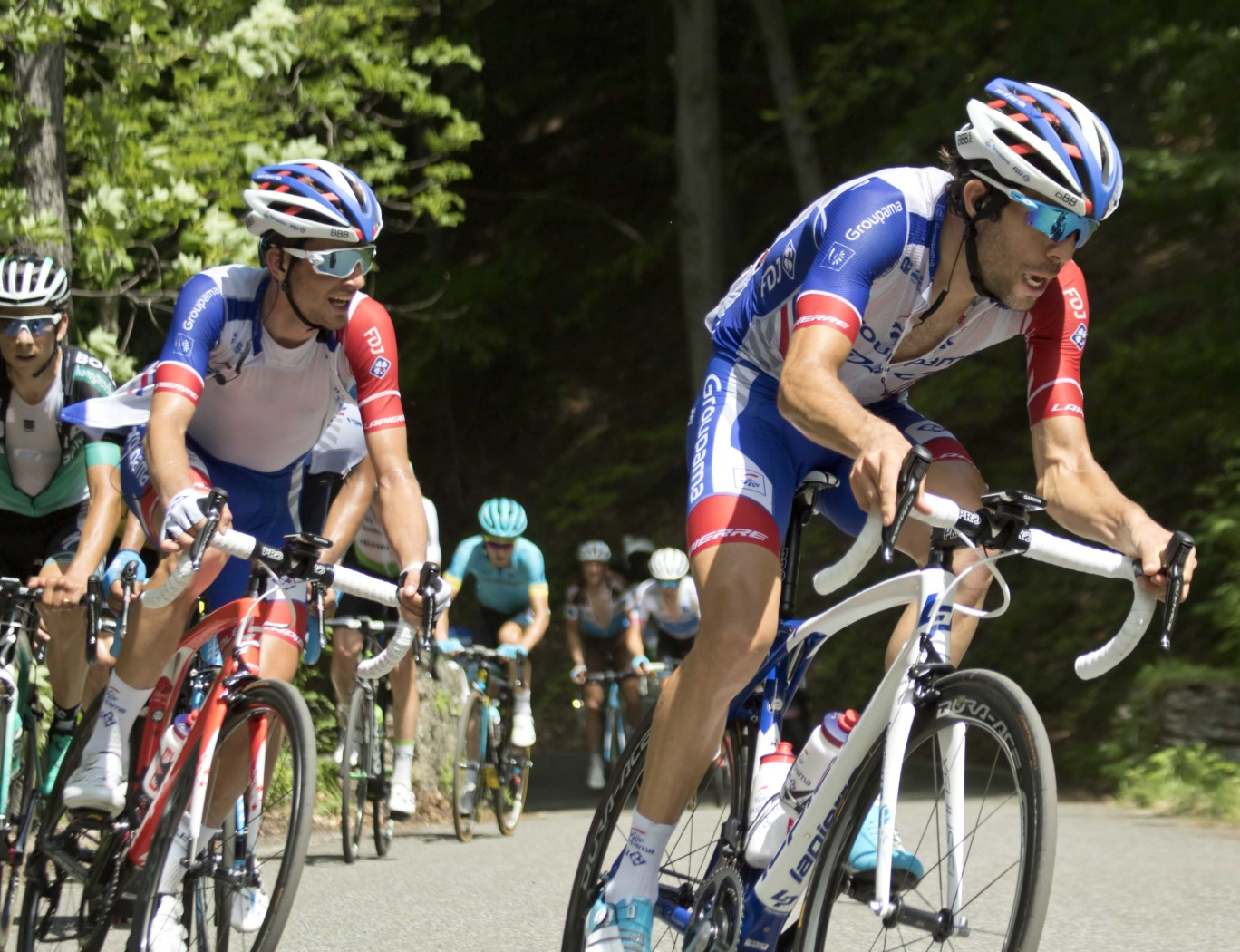
Thibaut Pinot lors du Tour d'Italie 2018.

En début de saison, il annonce vouloir disputer le Tour d'Italie et le Tour de France. Il remporte en avril le Tour des Alpes. Il participe au Tour d'Italie dont le grand départ est donné à Jérusalem. Alors qu'il passe de la cinquième à la troisième place au classement au général au soir de la 19e étape au Monte Jafferau au-dessus de Bardonnèche, il subit une grosse défaillance lors de la 20e et avant-dernière étape où il perd quarante-cinq minutes, terminant dans le gruppetto. Transporté dans un hôpital dans la soirée, il ne prend pas le départ de la dernière étape menant les coureurs à Rome le lendemain. Les examens pratiqués montrent que Pinot est atteint d'un début de pneumopathie. Insuffisamment remis, il déclare forfait pour le Tour de France.
Il fait sa reprise sur le Tour de Pologne, une course World Tour qu'il découvre et où il prend la troisième place finale. Présent ensuite au Tour d'Espagne, il en remporte les quinzième et dix-neuvième étapes et se classe sixième du classement général. Sélectionné pour le championnat du monde sur route, il effectue un travail d'équipier lors de la dernière ascension de l'épreuve. Il se classe finalement neuvième d'une course remportée par Alejandro Valverde devant Romain Bardet. En octobre, il enchaîne les courses d'un jour italiennes de fin de saison. Cinquième du Tour d'Émilie, il est ensuite deuxième des Trois vallées varésines le 9 octobre. Le lendemain, il s'impose en solitaire sur Milan-Turin, sa première victoire sur une course d'un jour. Le 14 octobre, lors du Tour de Lombardie, il figure dans le groupe de tête qui se dispute la victoire. Lors de l'ascension du Civiglio, il distance Vincenzo Nibali, tenant du titre et dernier coureur présent à ses côtés, puis s'impose en solitaire à Côme. Il remporte alors son premier « Monument ». Il est le premier coureur à réussir le doublé Milan-Turin et Tour de Lombardie, depuis Michele Bartoli en 2002.

### Victoire au Tourmalet et nouvel abandon sur le Tour de France (2019)

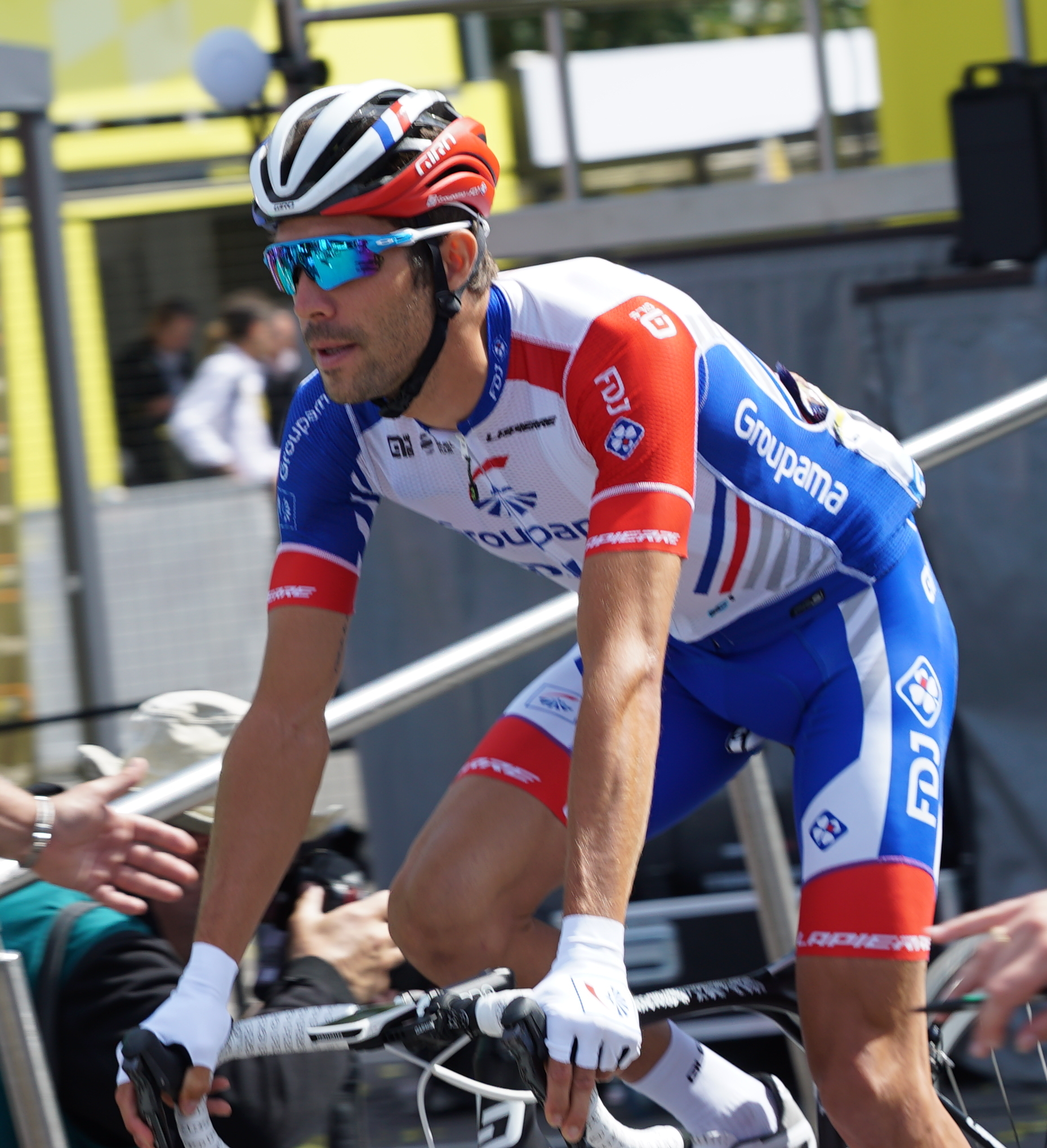
Thibaut Pinot lors de la quatrième étape du Tour de France 2019.

Thibaut Pinot décide d'axer sa saison sur le Tour de France. Il commence l'année par une quatrième place sur le Tour de La Provence, puis par deux victoires devant Romain Bardet lors du Tour du Haut-Var (le général et l'étape du Mont Faron). Il prend ensuite la 5e place du Tirreno-Adriatico, terminant 5e de l'étape reine. Il enchaine ensuite sur un Tour de Catalogne décevant. Après avoir effectué une coupure, il reprend la compétition fin mai par une victoire en solitaire sur les pentes du Grand-Colombier, qui lui permet de s'adjuger le classement final du Tour de l'Ain.
Il commence ainsi le Tour de France 2019 avec son équipe Groupama-FDJ qui effectue un bon contre-la-montre le deuxième jour, évitant à Pinot de perdre du temps sur ses adversaires. Lors de la 8e étape, il suit une attaque de Julian Alaphilippe dans la côte de la Jaillère. Ils déposent tous les favoris et récupèrent tous deux de précieuses secondes pour le classement général : Alaphilippe reprend possession du maillot jaune et Pinot s'empare de la 3e place du classement général, devenant le mieux placé des leaders. Mais deux jours plus tard, il perd son avance sur un coup de bordure initié par Alaphilippe. À l'arrivée, il concède une minute et quarante secondes sur le premier groupe où se trouvaient les favoris, et recule à la 11e place. Avant d'aborder les étapes pyrénéennes, il effectue un très bon contre-la-montre à Pau qu'il termine à la 7e place. Le lendemain, grâce au travail collectif de son équipe et notamment de son lieutenant David Gaudu, il remporte une victoire de prestige au col du Tourmalet, sa troisième sur le Tour de France, et se replace ainsi à la 6e place au classement général. Lors de l'étape suivante au-dessus de Foix, il attaque et distance les autres favoris, seul le jeune colombien Egan Bernal peut le suivre. Pinot continue sur sa lancée, lâche Bernal, reprend Mikel Landa et termine à la 2e place derrière le vainqueur échappé Simon Yates. Pinot se rapproche à trois secondes du podium et atteint la 4e au classement général. Cependant, il est contraint à l'abandon lors de la 19e étape, dans la montée d'Aussois, souffrant d'une blessure musculaire contractée deux jours plus tôt. Revenant sur cet abandon particulièrement frustrant, Pinot confie à L'Équipe : « C'est la plus grosse claque de ma carrière [...] Pour oublier tout ça, il faudra que je gagne le Tour ».

### 2edu Critérium du Dauphiné et désillusion sur le Tour de France (2020)
Lors de la saison 2020, Thibaut Pinot commence sa saison par des courses par étapes françaises et a pour meilleur résultat une cinquième place au classement général de Paris-Nice. La saison est stoppée puis réorganisée en raison de la pandémie de COVID-19. Au retour des compétitions, Thibaut Pinot semble l'un des trois grands favoris à la victoire sur le Tour de France avec Egan Bernal et Primož Roglič. Il aborde la suite de la saison avec la Route d'Occitanie où il finit 4e du général remporté par Egan Bernal. Il prend par la suite le départ du Critérium du Dauphiné. Il devient dauphin du maillot jaune Primož Roglič à l'issue de la deuxième étape. Quelques jours plus tard, une chute collective lui fait goûter le bitume et conduit Steven Kruijswijk et Emanuel Buchmann à abandonner. Le départ de la dernière étape se fait sans le leader Roglič qui a chuté la veille, Pinot est alors leader virtuel. Dès le début de l'étape les attaques fusent, Pinot part dans le bon coup avec d'autres protagonistes du classement général. Dans le final, malgré les efforts de son coéquipier Sébastien Reichenbach, Pinot diminué par sa chute craque et laisse filer Tadej Pogačar, Miguel Angel López ou encore Daniel Martínez. Celui-ci devient leader virtuel. Aidé par ses compatriotes Julian Alaphilippe et Warren Barguil, Pinot réussit à revenir sur López mais pas sur les autres coureurs et se classe second du classement général dernière Martínez. Diminué par son mal de dos, il fait l'impasse sur les Championnats de France et se repose pour aborder le Tour de France plein d'ambitions.

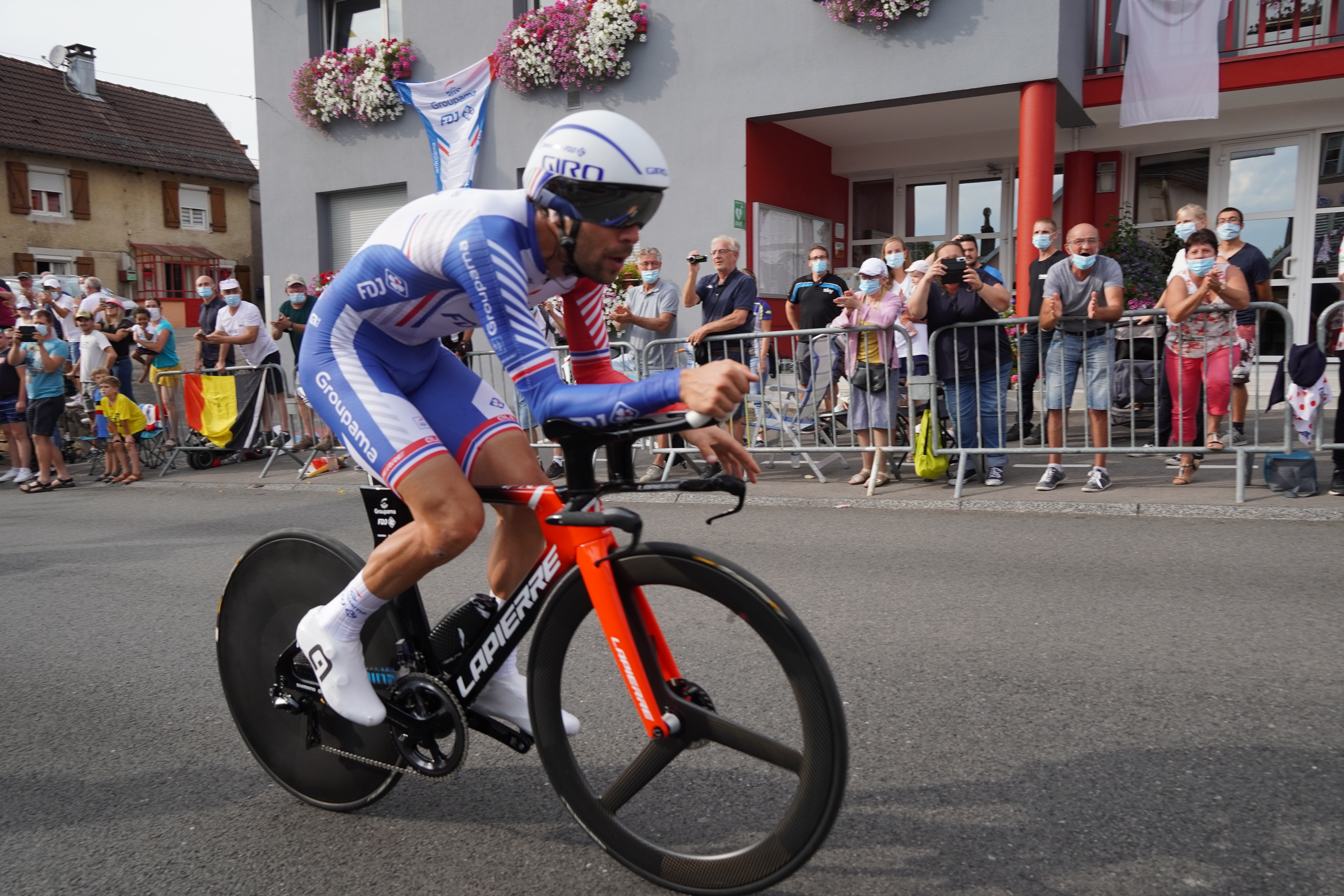
Thibaut Pinot passant devant la mairie de Mélisey lors de la 20e étape du Tour de France 2020.

Les ambitions de Thibaut Pinot sont réduites très vite à néant, dès la première étape à Nice, Un temps pluvieux fait chuter la plupart des coureurs du peloton, épargné tout le long de l'étape, sous la banderole des trois derniers kilomètres il chute lourdement en compagnie de David Gaudu notamment, il est classé dans le temps du vainqueur. Après un début de semaine très réussi en échappant dans les étapes de plaines aux bordures, il perd toute chance au classement général lors de la  8e étape, dans la montée du Port de Balès, il ne suit plus le rythme du peloton à cause d'une forte douleur au dos due à sa chute. Cette douleur le gêne durant tout le reste de ce Tour de France. La perspective de passer dans sa commune de Mélisey pour le contre-la-montre de la 20e étape lui a donné la motivation pour aller au bout de ce Tour, malgré son dos meurtri. Il le termine à la 29e place. En 2023, Pinot considère que cette chute à Nice a eu une influence déterminante sur sa carrière, indiquant que celle-ci « s'est terminée » ce jour-là, Pinot ne retrouvant plus les moyens physiques dont il disposait sur les années 2018 et 2019.
Il prend ensuite part à la Vuelta, sans ambitions claires mais il abandonne avant la 3e étape encore touché par des douleurs, mettant ainsi fin à une saison décevante.

### Désillusion sur le Tour des Alpes, pause et retour (2021)
Le 9 février 2021, Thibaut Pinot accorde un entretien à L'Équipe dans lequel il se confie sur sa crise de la trentaine mais également sur sa ligne de conduite notamment son refus du dopage et de la surmédicalisation. Il révèle avoir eu recours à une infiltration au mois de décembre pour soigner ses douleurs, chose qu'il aurait refusée en période de compétition. Il dénonce ensuite le fait que certains coureurs font des infiltrations de cortisone « juste avant les courses » avec des effets bénéfiques allant jusqu'à plusieurs semaines et qu'il n'aurait pas connu autant d'abandons s'il avait fait de même. Il déplore un « cyclisme à deux vitesses » avec le fait que trop de coureurs ne sont pas membres du MPCC.
Le 27 février, il termine huitième de la Classic de l′Ardèche à 42 secondes de son coéquipier David Gaudu. Ayant annoncé vouloir participer au Giro, faisant ainsi l'impasse sur le Tour de France, il participe au Tour des Alpes pour préparer le grand tour italien. Il termine 60e de la compétition à plus de 25 minutes du vainqueur Simon Yates. Distancé lorsque la route s'élève, alors qu'il s'agit de son terrain de prédilection, il déclare que son bilan du Tour des Alpes est « catastrophique ». Insuffisamment remis de ses douleurs au dos survenues à la suite de sa chute sur le Tour de France 2020, il décide alors de ne pas participer au Giro ni a toute autre course, voulant se concentrer sur les soins.
Mi-août, il fait son retour à la compétition sur le Tour du Limousin dans le but de préparer son nouvel objectif : les classiques italiennes de fin de saison. Il retrouve alors de bonnes sensations, se montre offensif et termine 20e. Le 3 septembre, il se classe cinquième de la Classic Grand Besançon Doubs derrière Biniam Girmay (vainqueur), Andrea Vendrame, Axel Zingle et Nairo Quintana. Il est sélectionné par Thomas Voeckler pour participer aux championnats d'Europe avec l'équipe de France. Une course qu'il abandonne après avoir fait un travail d'équipier. Il est ensuite septième du Tour de Luxembourg, puis cinquième de la Coppa Bernocchi, remportée par Remco Evenepoel. Le 6 octobre, il abandonne à 5 kilomètres de l'arrivée de Milan-Turin. « Je ressens un état de fatigue général », déclare le coureur. Il clôt sa saison avec le Tour de Lombardie, où il se met au service de David Gaudu, finalement septième.

### Première victoire en trois saisons (2022)
Lors de la présentation de la saison 2022 de l'équipe Groupama-FDJ, Thibaut Pinot est annoncé comme co-leader pour le Tour de France 2022 aux côtés de David Gaudu et Michael Storer, avec comme objectif un podium. Après un stage d'entraînement satisfaisant à Tenerife, Pinot commence sa saison avec le Grand Prix La Marseillaise qu'il termine 37e et l'Étoile de Bessèges, où il finit 11e du classement général. Il attribue ces résultats décevants aux effets secondaires de la vaccination contre le Covid-19, ayant « très mal réagi », étant « fiévreux trois, quatre jours » et « vraiment à plat ». Retrouvant la forme sur le Tour des Alpes-Maritimes et du Var, il joue la gagne sur la 3e étape mais ayant fait beaucoup d'efforts pour s'échapper en début d'étape, il est distancé par Nairo Quintana et se contente de la 3e place. Par la suite, le Franc-comtois tombe malade et est contraint d'annuler sa participation aux Boucles Drôme-Ardèche. Après un mois de février difficile, Thibaut Pinot se rassure en terminant huitième de Tirreno-Adriatico, son premier top 10 en World Tour depuis un an et demi. S'il échoue lors du contre-la-montre inaugural (91e), il monte petit-à-petit en puissance, notamment lors de la 6e étape au Monte Carpegna,.
Thibaut Pinot chute à deux reprises en avril lors du Circuit de la Sarthe. Lors du Tour des Alpes, il est distancé de la lutte pour le classement général dès les premiers jours. Jouant ensuite les étapes via des échappées, il est seulement devancé par Miguel Ángel López lors de la quatrième étape. Le lendemain, lors de la dernière étape, Thibaut Pinot renoue avec la victoire après une diète de 1 007 jours en dominant cette fois David de la Cruz lors d'un sprint disputé en montée. En juin, alors qu'il est distancé au classement général, il figure dans une échappée lors de la septième étape du Tour de Suisse disputée en montagne. Pinot s'y impose en solitaire. Il est testé positif au SARS-CoV-2 après la course mais est rétabli pour participer au Tour de France.
Pour le Tour de France, Thibaut Pinot vise une victoire d'étape, évoquant celle se terminant par la Planche des Belles Filles, et le maillot à pois. Lors d'un entretien à Stade 2 au début du mois de juin, il indique ne plus vouloir se focaliser sur les classements généraux, laissant ces objectifs à David Gaudu. À l'issue de la 9e étape, qu'il termine quatrième à 40 secondes du vainqueur Bob Jungels, le prix du plus combatif lui est décerné. Il termine l'épreuve à la quinzième place au classement général. Il est également aligné sur le Tour d'Espagne avec le même objectif. Comme sur le Tour de France, il est dans la course pour le maillot à pois et les victoires d'étape. Son meilleur résultat reste une quatrième place sur la  8e étape. Il termine à la seizième place au classement général.

### Dernière saison (2023)

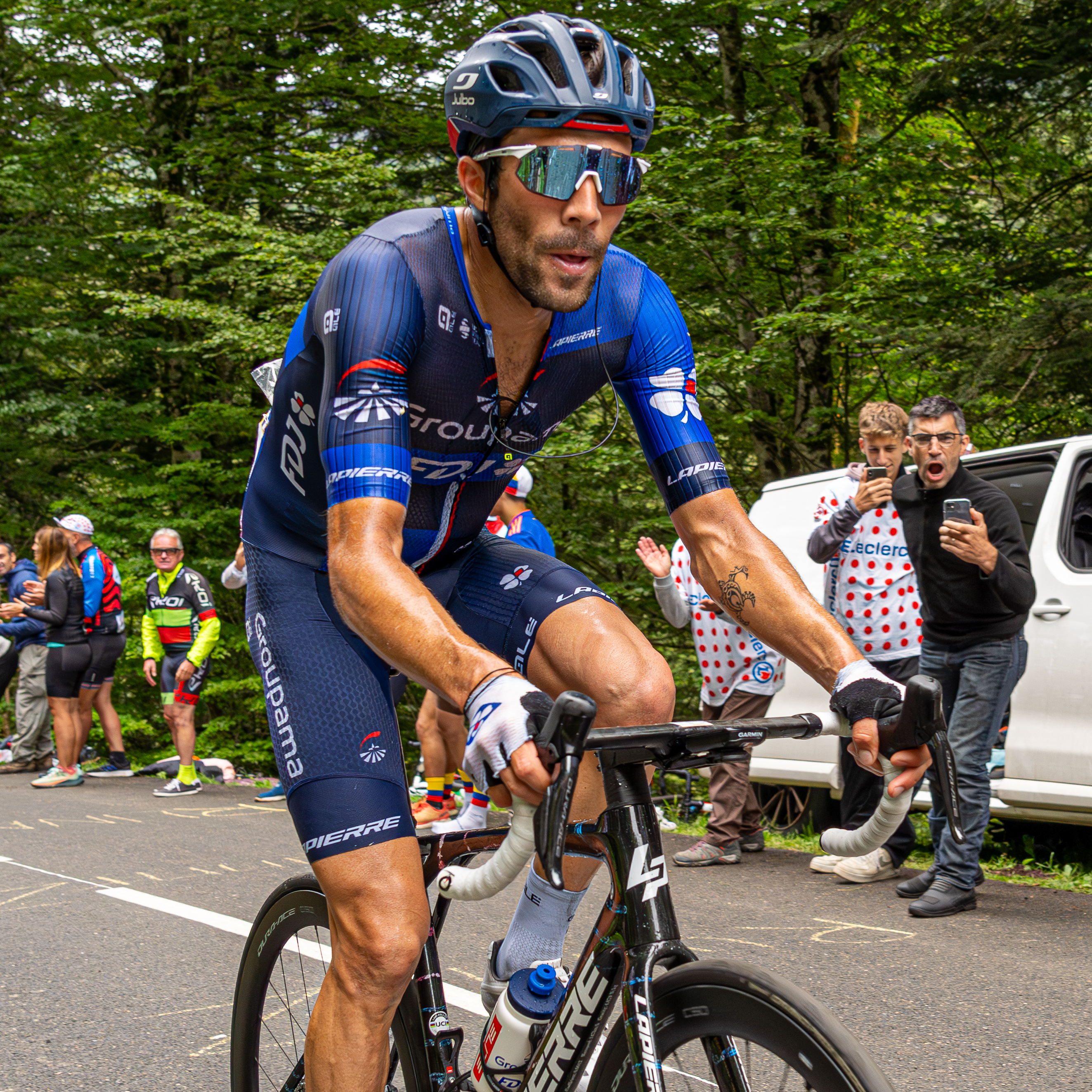
Thibaut Pinot lors du Tour de France 2023.

Pour 2023, Thibaut Pinot cible une participation au Tour d'Italie avec pour objectif non pas une place au classement général mais de remporter une étape en montagne. Le 12 janvier, il annonce qu'il prendra sa retraite en fin de saison et qu'il aimerait disputer le Tour de France après le Giro.
Dixième de Tirreno-Adriatico en mars, Thibaut Pinot enchaîne, en avril, dans sa région, une cinquième place lors de la Classic Grand Besançon Doubs, une deuxième place au Tour du Jura qui se termine au sommet du mont Poupet à 17 secondes de Kévin Vauquelin et une deuxième place à la montagne du Larmont lors du Tour du Doubs. Il est cette fois devancé par Jesús Herrada. Il s'aligne ensuite sur le Tour de Romandie, dans le cadre de sa préparation pour le Giro. Il finit deuxième de l'étape reine derrière le Britannique Adam Yates et cinquième du classement général. Il se présente au Giro en visant une place au classement général.
Lors du Tour d'Italie 2023, il perd du temps sur les deux premiers contre-la-montre. En revanche, il se porte en tête du classement du meilleur grimpeur. Il finit deuxième de la 13e étape, derrière Einer Rubio, alors qu'il semblait le plus fort ; en effet, il perd de l'énergie en se confrontant au troisième, Alexander Cepeda qui n'a pas collaboré durant l'étape. En montagne, il n'est pas au niveau des meilleurs, cela ne l'empêche pas de s'échapper lors de la 18e étape ; il finit à nouveau deuxième, derrière Filippo Zana à la suite d'un sprint au sommet. Lors de l'antépénultième étape, il reste dans le peloton, et s'il ne peut jouer une dernière fois la victoire, il finit à la neuvième place, conservant le maglia azzurro de meilleur grimpeur. Cinquième du dernier contre-la-montre au Monte Lussari à 55 secondes du vainqueur du jour, Primož Roglič suivi de Geraint Thomas, João Almeida et Damiano Caruso, Thibaut Pinot termine cinquième du classement général final, derrière les quatre coureurs cités dans le même ordre.
Comme il le souhaitait en début de saison, Thibaut Pinot figure dans la sélection pour le Tour de France, en soutien de David Gaudu, tout en ayant la possibilité d'« être offensif ». Lors de la 20e étape, qui se déroule sur ses routes d'entraînement, ses supporters organisent un Virage Pinot dans la montée du Petit Ballon. Il entre seul en tête dans ce virage et est acclamé sur plusieurs centaines de mètres. Pinot commentera à l'issue de la journée : « C’était une étape incroyable, j’étais motivé, cela faisait quelques jours que je n'avais que cela en tête. [...] J’ai pris du plaisir et c’est le principal. C’est fou d’être ici, ce sont mes routes d’entraînement… C’est bien hein ? Je ne pensais pas que ça me ferait autant d’effet. C'est plus fort que ce que je pensais »,.
Il met un terme à sa carrière à l'issue du Tour de Lombardie,. Comme pour sa dernière étape du Tour de France, de nombreux supporters lui rendent hommage à quelques kilomètres de l'arrivée à Bergame, dans un virage surnommé Curva Pinot pour l'occasion.

## Style

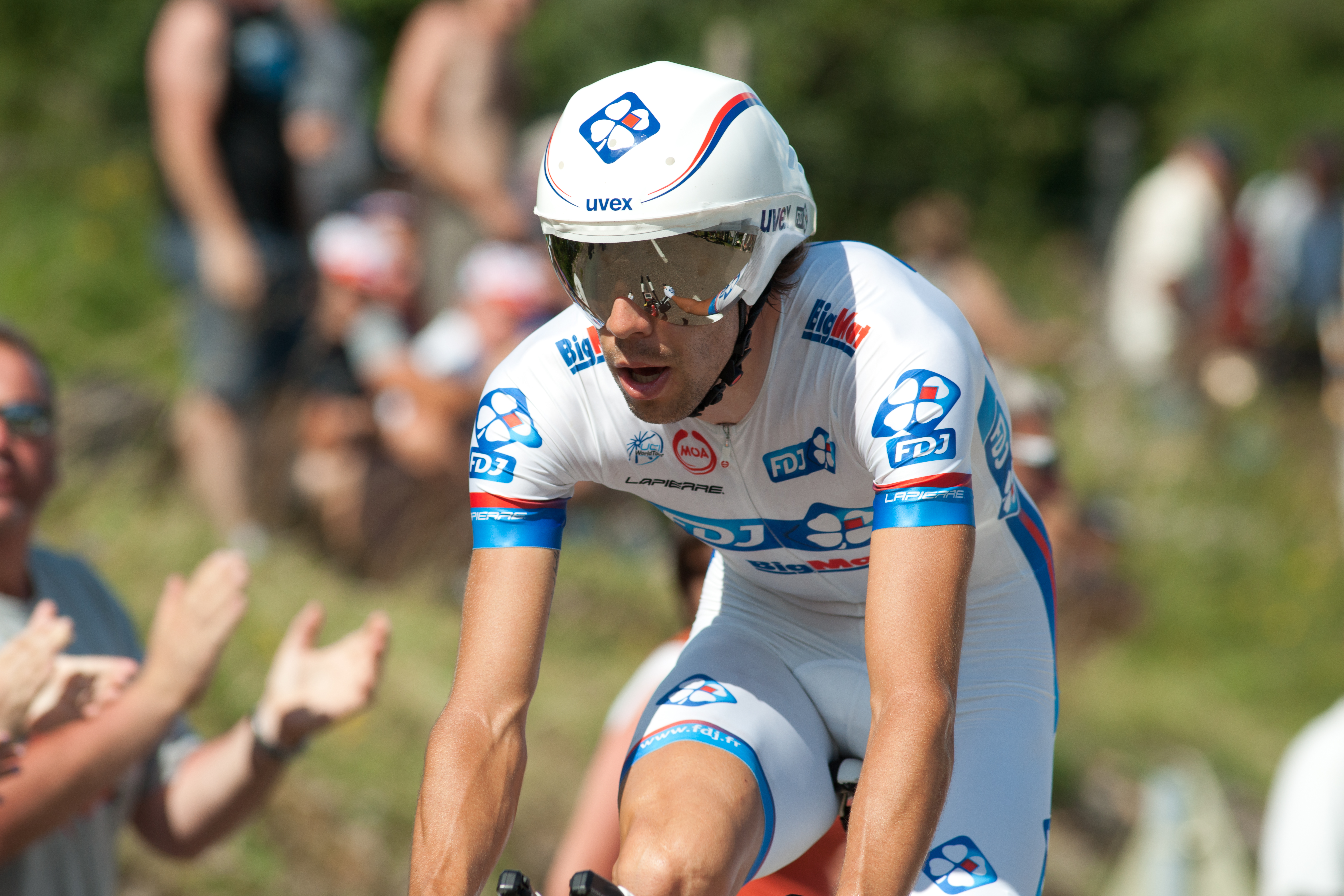
Thibaut Pinot pendant un contre-la-montre en 2012.

Thibaut Pinot obtient ses meilleurs résultats dans la montagne. Ainsi, en 2009 chez les espoirs, il remporte le Tour de la vallée d'Aoste, une course se déroulant dans les Alpes italiennes. Il confirme ses aptitudes dans la montagne dès sa première saison professionnelle en se mettant en évidence lors du Tour de Romandie puis lors du Critérium du Dauphiné. Lors du Dauphiné, son directeur sportif Marc Madiot dit de lui : « C'est un pur grimpeur. Il confirme ce que nous savions de lui dans les catégories junior. ». Il se montre également à l'aise sur des terrains vallonnés et se déclare « un peu puncheur » comme l'illustre son podium obtenu lors des Trois vallées varésines 2011. Pinot apprécie tout particulièrement les courses italiennes, en particulier le Tour de Lombardie, sa classique préférée et le seul monument qu'il considère pouvoir remporter. Le Tour d'Italie est également son grand tour préféré.
Il perd en revanche régulièrement du temps dans les descentes, comme c'est le cas dans plusieurs des courses World Tour qu'il dispute en 2013. L'explication avancée à cette perte de temps récurrente est un blocage psychologique, remontant à une chute en descente durant sa carrière junior, dont il s'est relevé avec les deux bras cassés. Pinot n'affectionne pas non plus les fortes chaleurs, et est à l'aise par temps pluvieux. Il est également souvent cité comme ayant une santé fragile, notamment sur les courses de trois semaines.
Le contre-la-montre, initialement un point faible pour Pinot, est une discipline dans laquelle il progresse au fil des années et notamment en 2016 au point de considérer cette année-là, qui le voit remporter sa première victoire professionnelle sur ce type de course, que cette spécialité est un « plaisir ». Il gagne à la fois le contre-la-montre du Critérium international, du Tour de Romandie devant Tom Dumoulin et le titre de champion de France de la spécialité. Cependant, c'est dans cet exercice qu'il perd sa place sur le podium du Tour d'Italie en 2017. En 2018, il ne retrouve pas son niveau en contre-la-montre de l'année 2016 et déclare dans une interview ne pas comprendre « avoir autant d’écart de puissance dans une montée de col et sur un chrono ».

## Popularité
Thibaut Pinot bénéficie d'une grande cote de popularité en France, en Espagne mais surtout en Italie, où il a remporté un nombre important de ses victoires, et où les spectateurs apprécient son style de grimpeur « racé qui s'exprime en montagne, à l'attaque, sans arrière-pensées et avec un manque criant de vice. »,. Figure romantique, sa malchance l'a privé de belles victoires, comme sur le Tour de France 2019 ou d'un podium sur le Tour d'Italie 2018 mais lui a attiré la sympathie du public. Malgré ses chutes (au sens propre comme au figuré), il a toujours su se relever, comme lors du Tour de France 2015, où il triomphe lors de la dernière étape de montagne après avoir perdu tout espoir au général et est passé proche du gain de l'étape à plusieurs reprises.
En 2020, des supporters ont créé une chanson en son hommage : "Tibopino". En 2023, pour la dernière étape de montagne de son dernier Tour de France, des centaines de fans se réunissent dans un « virage Pinot » dans la montée du Petit Ballon. Ils acclament leur champion qui passe seul en tête, avant d'être rattrapé dans la montée suivante.
Engagé contre le dopage, Thibaut Pinot s'impose un strict respect des règles prônées par le MPCC, dont l'équipe Groupama-FDJ est membre fondatrice. Ainsi, il est contre les infiltrations et n'a accepté d'en faire uniquement en hiver 2020, hors-compétition, suivant les règles du MPCC. Alors qu'il a été souvent critiqué pour ses nombreux abandons sur les grands tours, Pinot a déclaré en 2021 à L'Équipe « Quand je vois l’effet que l’infiltration m’a fait dans le dos, je me dis que des courses, il y en a plusieurs que j’aurais finies »,. En juin 2022, Pinot ironise sur les infiltrations de Rafael Nadal et souligne que le cyclisme est régulièrement décrié en raison d'un historique chargé en affaires de dopage alors que cette discipline interdit des pratiques médicales autorisées dans d'autres sports. Dans son sport, Pinot est confronté en 2019 à l'implication de son coéquipier d'alors Georg Preidler dans l'opération Aderlass, estimant que celui-ci a fait « de la haute trahison ». En janvier 2023, lors d'un entretien au journal l'Équipe réalisé à l'occasion de l'annonce de sa retraite à la fin de la saison, Pinot revient sur les propos qu'il a tenus sur les cétones ou les corticoïdes et déplore ne pas avoir été suivi : « Je pensais que je serais un tout petit peu plus soutenu, surtout par les mecs de mon équipe. C'est pour ça aussi que je peux quitter ce milieu sans regrets ». Il s'interroge également : « Combien de fois j'ai fait 2e ou 3e en sachant pertinemment, ou en doutant fort, qu'en fait la victoire était à moi... ».

## Famille et vie privée
Le frère de Thibaut Pinot, Julien, a été l'entraîneur du club amateur du CC Étupes, situé dans le département du Doubs. Il est également coureur cycliste, mais il a dû arrêter en raison d'une hypertrophie cardiaque. Il suit également les entraînements de Thibaut et travaille au sein de l'encadrement de l'équipe FDJ. Son père, Régis, est le maire de la commune de Mélisey (Haute-Saône).
Sensible à la souffrance animale, il se déclare engagé contre la corrida, l'élevage intensif, ou encore l'abandon : « on ne peut pas aimer les animaux et les (mal)traiter de la sorte […]  C'est inexplicable, et, dès qu'il y a une pétition à relayer, je le fais, même sur le Tour de France ».

## Palmarès, résultats et classements

### Palmarès amateur
| - 2007 - Tour de Guadeloupe juniors : - Classement général - 5 étapes - Drôme Provençal juniors : - Classement général - 2 étapes - 1 étape du Challenge de l'est juniors - 3e du Tour du Jura - 2008 - Ronde de la Haute-Saône : - Classement général - 1 étape - Tour d'Ardèche juniors : - Classement général - 2 étapes - Savoyarde juniors - 3e des Boucles du Canton de Trélon - 3e du Tour Cévennes-Garrigues | - 2009 - Critérium du Printemps - Classement général du Tour de la Vallée d'Aoste - 3e étape du Tour des Pays de Savoie - Classement général du Tour du canton de Mareuil-Verteillac - Grand Prix de la ville de Delle - 3e du Grand Prix de Vougy |

### Palmarès professionnel
| - 2011 - Tour Alsace : - Classement général - 5e étape - 2e et 4e étapes du Tour de l'Ain - Semaine lombarde : - Classement général - 1re étape - 2e du Rhône-Alpes Isère Tour - 3e du Tour de Turquie - 3e des Trois vallées varésines - 2012 - 8e étape du Tour de France - 5e étape du Tour de l'Ain - 10e du Tour de France - 2013 - 4e du Tour de Suisse - 7e du Tour d'Espagne - 8e du Tour de Catalogne - 2014 - Classement du meilleur jeune du Tour de France - 3e du Tour de France - 9e du Tour du Pays basque - 10e du Tour de Romandie - 2015 - 5e étape du Tour de Romandie - 5e étape du Tour de Suisse - 20e étape du Tour de France - Tour du Gévaudan : - Classement général - 1re étape - 2e du Critérium international - 3e du Tour de Lombardie - 4e de Tirreno-Adriatico - 4e du Tour de Romandie - 4e du Tour de Suisse - 10e du Tour du Pays basque - 2016 - Champion de France du contre-la-montre - Critérium international : - Classement général - 2e (contre-la-montre) et 3e étapes - 3e étape du Tour de Romandie (contre-la-montre) - 6e étape du Critérium du Dauphiné - 2e du Grand Prix d'ouverture La Marseillaise - 2e du Tour de Romandie - 3e de l'Étoile de Bessèges - 4e du Tour du Pays basque - 5e de Tirreno-Adriatico | - 2017 - 2e étape du Tour d'Andalousie - 5e étape du Tour des Alpes - 20e étape du Tour d'Italie - Classement général du Tour de l'Ain - 2e du Tour des Alpes - 2e des Trois vallées varésines - 3e du Tour d'Andalousie - 3e de Tirreno-Adriatico - 4e du Tour d'Italie - 5e du Tour de Lombardie - 9e des Strade Bianche - 2018 - Classement général du Tour des Alpes - 15e et 19e étapes du Tour d'Espagne - Milan-Turin - Tour de Lombardie - 2e des Trois vallées varésines - 3e du Tour de Pologne - 6e du Tour d'Espagne - 9e du championnat du monde sur route - 10e du Tour de Catalogne - 2019 - Tour du Haut-Var : - Classement général - 3e étape - Tour de l'Ain : - Classement général - 3e étape - 14e étape du Tour de France - 5e de Tirreno-Adriatico - 5e du Critérium du Dauphiné - 2020 - 2e du Critérium du Dauphiné - 5e de Paris-Nice - 2022 - 5e étape du Tour des Alpes - 7e étape du Tour de Suisse - 8e de Tirreno-Adriatico - 2023 - Classement de la montagne du Tour d'Italie - 2e du Tour du Jura - 2e du Tour du Doubs - 5e du Tour de Romandie - 5e du Tour d'Italie - 10e de Tirreno-Adriatico |

### Résultats sur les grands tours

#### Tour de France
10 participations
- 2012 : 10e, vainqueur de la 8e étape
- 2013 : non-partant (16e étape)
- 2014 : 3e,  vainqueur du classement du meilleur jeune
- 2015 : 16e, vainqueur de la 20e étape
- 2016 : non-partant (13e étape)
- 2017 : abandon (17e étape)
- 2019 : abandon (19e étape), vainqueur de la 14e étape
- 2020 : 29e
- 2022 : 14e
- 2023 : 11e

#### Tour d'Italie
3 participations
- 2017 : 4e, vainqueur de la 20e étape
- 2018 : non-partant (21e étape)
- 2023 : 5e,  vainqueur du classement de la montagne

#### Tour d'Espagne
5 participations
- 2013 : 7e
- 2014 : abandon (11e étape)
- 2018 : 6e, vainqueur des 15e et 19e étapes
- 2020 : non-partant (3e étape)
- 2022 : 16e

### Résultats sur les classiques
Ce tableau présente les résultats de Thibaut Pinot sur les courses d'un jour de l'UCI World Tour auxquelles il a participé, ainsi qu'aux Championnats du monde.
| Légende | Légende | Légende | Légende     | Légende | Légende              | Légende | Légende       |
| ------- | ------- | ------- | ----------- | ------- | -------------------- | ------- | ------------- |
| Ab.     | Abandon | HD      | Hors-délais | -       | Pas de participation | ×       | Pas d'épreuve |

| Année | Strade Bianche | Classique de Saint-Sébastien | Grand Prix cycliste de Québec | Grand Prix cycliste de Montréal | Championnats du monde | Tour de Lombardie |
| ----- | -------------- | ---------------------------- | ----------------------------- | ------------------------------- | --------------------- | ----------------- |
| 2011  | -              | -                            | 51e                           | 31e                             | -                     | 47e               |
| 2012  | -              | -                            | -                             | -                               | -                     | Ab.               |
| 2013  | -              | -                            | -                             | -                               | 50e                   | 12e               |
| 2014  | -              | -                            | -                             | -                               | -                     | 14e               |
| 2015  | -              | 20e                          | -                             | -                               | -                     | 3e                |
| 2016  | -              | -                            | -                             | -                               | -                     | -                 |
| 2017  | 9e             | 17e                          | -                             | -                               | -                     | 5e                |
| 2018  | -              | -                            | -                             | -                               | 9e                    | Vainqueur         |
| 2019  | -              | -                            | -                             | -                               | -                     | -                 |
| 2020  | -              | x                            | x                             | x                               | -                     | -                 |
| 2021  | -              | -                            | x                             | x                               | -                     | 50e               |
| 2022  | 49e            | -                            | -                             | -                               | -                     | -                 |
| 2023  | 19e            | -                            | -                             | -                               | -                     | 37e               |

### Courses par étapes
Le tableau suivant présente les résultats de Thibaut Pinot sur les principales courses à étapes d'une semaine.
| Année | Paris- Nice | Tirreno- Adriatico | Tour de Catalogne | Tour du Pays basque | Tour de Romandie | Critérium du Dauphiné | Tour de Suisse |
| ----- | ----------- | ------------------ | ----------------- | ------------------- | ---------------- | --------------------- | -------------- |
| 2010  | -           | -                  | 49e               | -                   | 30e              | 20e                   | -              |
| 2011  | -           | -                  | -                 | -                   | -                | 16e                   | -              |
| 2012  | -           | 50e                | Abandon           | Abandon             | 11e              | -                     | Abandon        |
| 2013  | -           | -                  | 8e                | 40e                 | 12e              | -                     | 4e             |
| 2014  | -           | Abandon            | 13e               | 9e                  | 10e              | -                     | 15e            |
| 2015  | -           | 4e                 | -                 | 10e                 | 4e               | -                     | 4e             |
| 2016  | -           | 5e                 | -                 | 4e                  | 2e               | 16e                   | -              |
| 2017  | -           | 3e                 | -                 | -                   | -                | -                     | -              |
| 2018  | -           | -                  | 10e               | -                   | -                | -                     | -              |
| 2019  | -           | 5e                 | 11e               | -                   | -                | 5e                    | -              |
| 2020  | 5e          | -                  | ×                 | ×                   | ×                | 2e                    | ×              |
| 2021  | -           | 43e                | -                 | -                   | -                | -                     | -              |
| 2022  | -           | 8e                 | -                 | -                   | 13e              | -                     | 14e            |
| 2023  | -           | 10e                | -                 | -                   | 5e               | -                     | -              |

### Classements mondiaux
En 2005, l'UCI ProTour et les circuits continentaux sont créés, ayant chacun leur classement. En 2009, un « classement mondial UCI » remplace le classement ProTour. Il prend en compte les points inscrits lors des courses ProTour et des courses qui n'en font plus partie, regroupées dans un « calendrier historique », soit au total 26 courses en 2010. L'UCI ProTour devient l'UCI World Tour et comprend 27 courses en 2011 et son classement ne concerne que les coureurs membres des 18 équipes ProTeam, dont FDJ ne fait plus partie. L'année suivante, FDJ-BigMat retrouve un statut de ProTeam, ce qui fait que Pinot peut être classé au World Tour.
| Année                                 | 2009 | 2010 | 2011 | 2012 | 2013 | 2014 | 2015 | 2016 | 2017 | 2018 | 2019 | 2020 | 2021 | 2022 | 2023 |
| ------------------------------------- | ---- | ---- | ---- | ---- | ---- | ---- | ---- | ---- | ---- | ---- | ---- | ---- | ---- | ---- | ---- |
| Calendrier mondial                    | nc   | 234e |      |      |      |      |      |      |      |      |      |      |      |      |      |
| UCI World Tour                        |      |      |      | 62e  | 33e  | 32e  | 10e  | 17e  | 22e  | 17e  |      |      |      |      |      |
| Classement mondial                    |      |      |      |      |      |      |      | 25e  | 14e  | 13e  | 55e  | 44e  | 243e | 161e | 21e  |
| UCI Europe Tour                       | 261e |      | 11e  |      |      |      |      | 32e  | 7e   | 8e   | 43e  | 34e  | 207e | 132e | 20e  |
|                                       |      |      |      |      |      |      |      |      |      |      |      |      |      |      |      |
| Légende : nc = non classéSource : UCI |      |      |      |      |      |      |      |      |      |      |      |      |      |      |      |

## Distinctions
- Vélo d'or français : 2015 et 2018
- Chevalier de l'ordre national du Mérite (décret du 15 mai 2025)[122],[123]